# Scheidegg
Scheidegg è un comune tedesco di 4 247 abitanti, situato nel land della Baviera.